# Saissac
Saissac är en kommun i departementet Aude i regionen Occitanien  i södra Frankrike. Kommunen ligger  i kantonen Saissac som ligger i arrondissementet Carcassonne. År 2022 hade Saissac 909 invånare.

## Befolkningsutveckling
Antalet invånare i kommunen Saissac
Referens: INSEE